# Duiveltje-uit-een-doosje

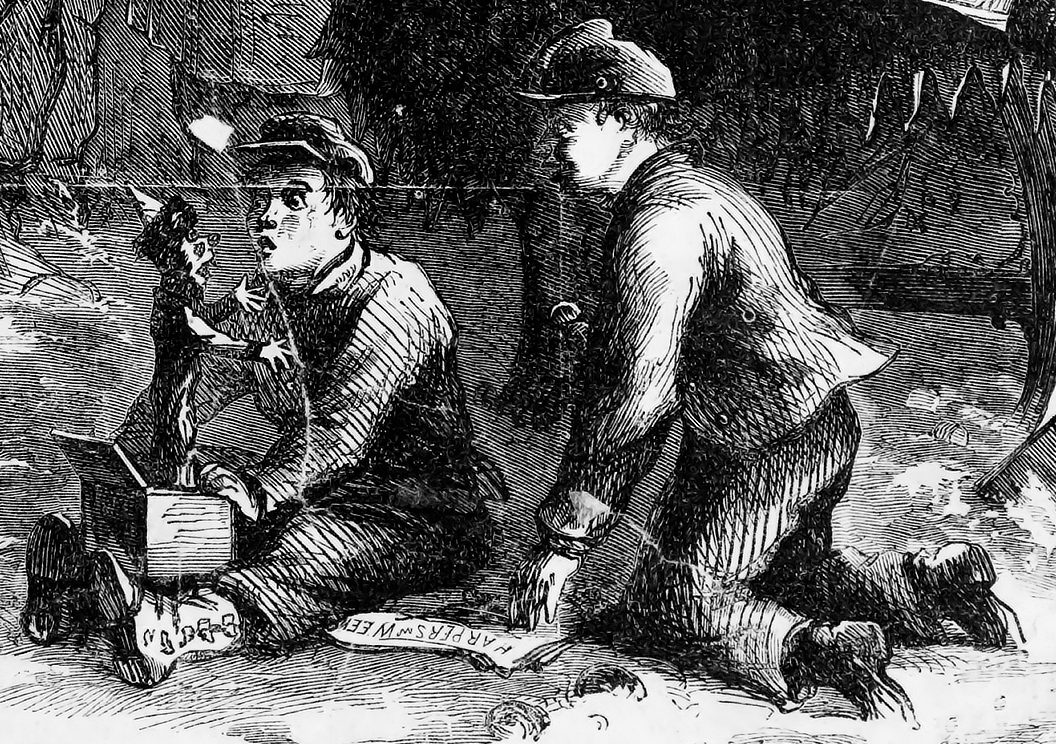
Twee kinderen spelen met een duiveltje-uit-een-doosje (Thomas Nast, 1863)

Een duiveltje-uit-een-doosje of duiveltje-in-een-doosje is kinderspeelgoed. De variant met duveltje is ook mogelijk.
Het speelgoed bestaat uit een doos met een slinger. Als er aan de slinger wordt gedraaid, wordt er een liedje gespeeld. Aan het einde van het liedje klapt het deksel van de doos open en springt er een figuurtje uit. Dit figuurtje ziet er meestal uit als een duivel, een clown of een nar. Het doel van een duiveltje-uit-een-doosje is om een kind te laten schrikken. Bij sommige versies blijft het figuurtje niet tot het einde van het liedje in de doos, maar springt het figuurtje er op een willekeurig moment uit om de schrik nog groter te maken.